# 9733 Valtikhonov
9733 Valtikhonov (1985 SC3) là một tiểu hành tinh vành đai chính được phát hiện ngày 19 tháng 9 năm 1985 bởi N. S. Chernykh và L. I. Chernykh ở Đài vật lý thiên văn Crimean.